# Памятник военным дрессировщикам и служебным собакам
Памятник военным дрессировщикам и служебным собакам Ленинградского фронта установлен в честь находившейся на территории, где он размещён, Школы-питомника служебного собаководства НКВД Ленинграда.
Осенью 1941 года на базе школы служебного собаководства НКВД был организован 34-й Отдельный инженерно-сапёрный батальон, в который вошли инструкторы-кинологи школы и их подопечные. Этот батальон стал первым в СССР и на тот момент единственным в мире, где в период боевых действий наравне с мужчинами служили женщины. Именно бойцами этого подразделения проводилось разминирование подступов к Ленинграду.
На базе школы, преобразованной в батальон, велась племенная работа по разведению служебных собак даже в годы блокады.
Памятник находится на Тихорецком проспекте, на территории лесопарка Сосновка.
Памятник был установлен 12 мая 2017 года.
Прототипом скульптуры стала обнаруженная инициатором создания памятника учётная «щенячья карточка» чистокровной немецкой овчарки по кличке Мур, родившейся в 1943 году в блокадном Ленинграде. Пёс впоследствии принадлежал Ольге Кошкиной, командиру взвода дрессировщиков 34-го отдельного инженерно-сапёрного батальона, начальнику Школы-питомника служебного собаководства НКВД Ленинграда. Модель прошла научно-историческую экспертизу, и её признали достоверной во всех деталях: от военной формы дрессировщицы до позы, в которой сидит овчарка-сапёр.
Над памятником работали скульптор Александр Чернощёков и архитектор В. В. Цехомский.
Идея установки памятника принадлежала журналистке из Санкт-Петербурга Елене Типикиной, а закладной камень мемориала был заложен за два года до его установки, в 2015 году. Идея Е. Типикиной получила активную поддержку Управления ветеринарии по Санкт-Петербургу, а средства на создание памятника были предоставлены Советом ветеранов инженерных войск. Также в финансировании работ по созданию памятника сапёрам и их собакам приняла участие группа компаний Инженерно-технического центра.

## Описание памятника
Закладной камень к будущему памятнику находился на его месте с 28 ноября 2015 года, рядом с ним была расположена информационно-памятная табличка, текст на которой гласил: «Здесь будет установлен памятник военным дрессировщикам и служебным собакам Ленинградского фронта. Саперами 34 Отдельного инженерно-сапёрного батальона и их служебными собаками на Северо-Западном фронте было обнаружено и обезврежено свыше 450 000 мин и снарядов».
На смену закладному камню с табличкой в 2017 году был установлен памятник, который представляет собой полноростовую скульптуру девушки в солдатской форме, рядом с ней стоит фигура собаки — немецкой овчарки. Одной рукой девушка придерживает за ошейник собаку, в другой руке держит сапёрный щуп.
Скульптура помещена на гранитный постамент, на котором высечена надпись: «Военным дрессировщикам и служебным собакам Ленинградского фронта».
На тыловой стороне постамента выбит ещё один текст: «Памятник установлен фондом „Верность“ при содействии ООО ИТЦ, Темирканова Ю. Х., Темирканова В. Ю., Ивановой Т. М., Чернощекова Г. З., Титовой Т. Н. Скульптор Чернощеков А. Г., архитектор Цехомский В. В.».